# Guenrouet
Guenrouet (bretonisch Gwenred) ist eine französische Gemeinde mit 3.577 Einwohnern (Stand 1. Januar 2022) im Département Loire-Atlantique, in der Region Pays de la Loire. Sie gehört zum Arrondissement Saint-Nazaire und zum Kanton Pontchâteau.

## Geografie
Die Gemeinde Guenrouet, fallweise auch Guenrouët geschrieben, liegt ca. 50 Kilometer nordwestlich von Nantes am linken Ufer des Flusses Isac, der hier einen Teil des Canal de Nantes à Brest bildet. Der Kanal wird heute nur mehr für touristische Zwecke genutzt. Die Gemeinde hat am Flussufer eine großzügige Freizeitanlage errichtet, die auch eine Marina für Sport- und Hausboote umfasst. Nachbargemeinden von Guenrouet sind Fégréac im Norden, Plessé im Nordosten, Le Gâvre im Osten, Blain und Bouvron im Südosten, Quilly im Süden, Drefféac und Sainte-Anne-sur-Brivet im Südwesten, Saint-Gildas-des-Bois im Westen sowie Séverac im Nordwesten.

## Geschichte
- Guenrouet wurde vom Grafen von Vannes, Alain I. dem Großen, im 9. Jahrhundert gegründet.
- Während der Französischen Revolution beherbergte Guenrouët eine revolutionäre Truppe im Pfarrhaus. Aber die Bevölkerung zeigte sich gegenüber der Zivilverfassung des Klerus ablehnend und versteckte widerspenstige Priester.
- Der Bau des Canal de Nantes à Brest unter der Juli-Monarchie begünstigte die wirtschaftliche Entwicklung der Gemeinde.

### Bevölkerungsentwicklung
| Jahr                       | 1962 | 1968 | 1975 | 1982 | 1990 | 1999 | 2006 | 2012 | 2022 |
| Einwohner                  | 2614 | 2368 | 2156 | 2270 | 2383 | 2408 | 2780 | 3222 | 3577 |
| Quellen: Cassini und INSEE |      |      |      |      |      |      |      |      |      |

## Sehenswürdigkeiten
- Kirche Saint-Hermeland aus dem 19. Jahrhundert
- Freizeitanlage am Canal de Nantes à Brest

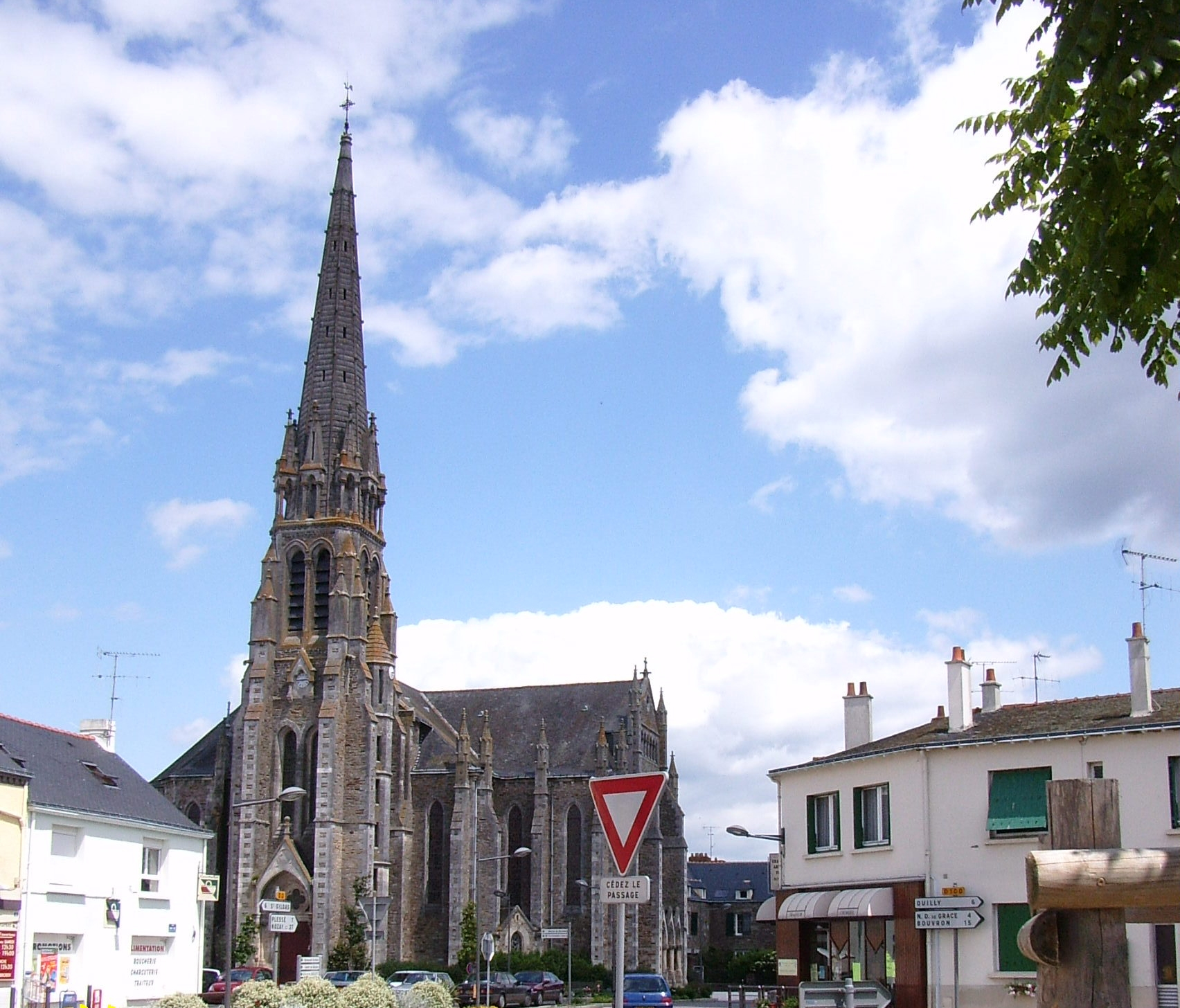
Kirche Saint-Hermeland
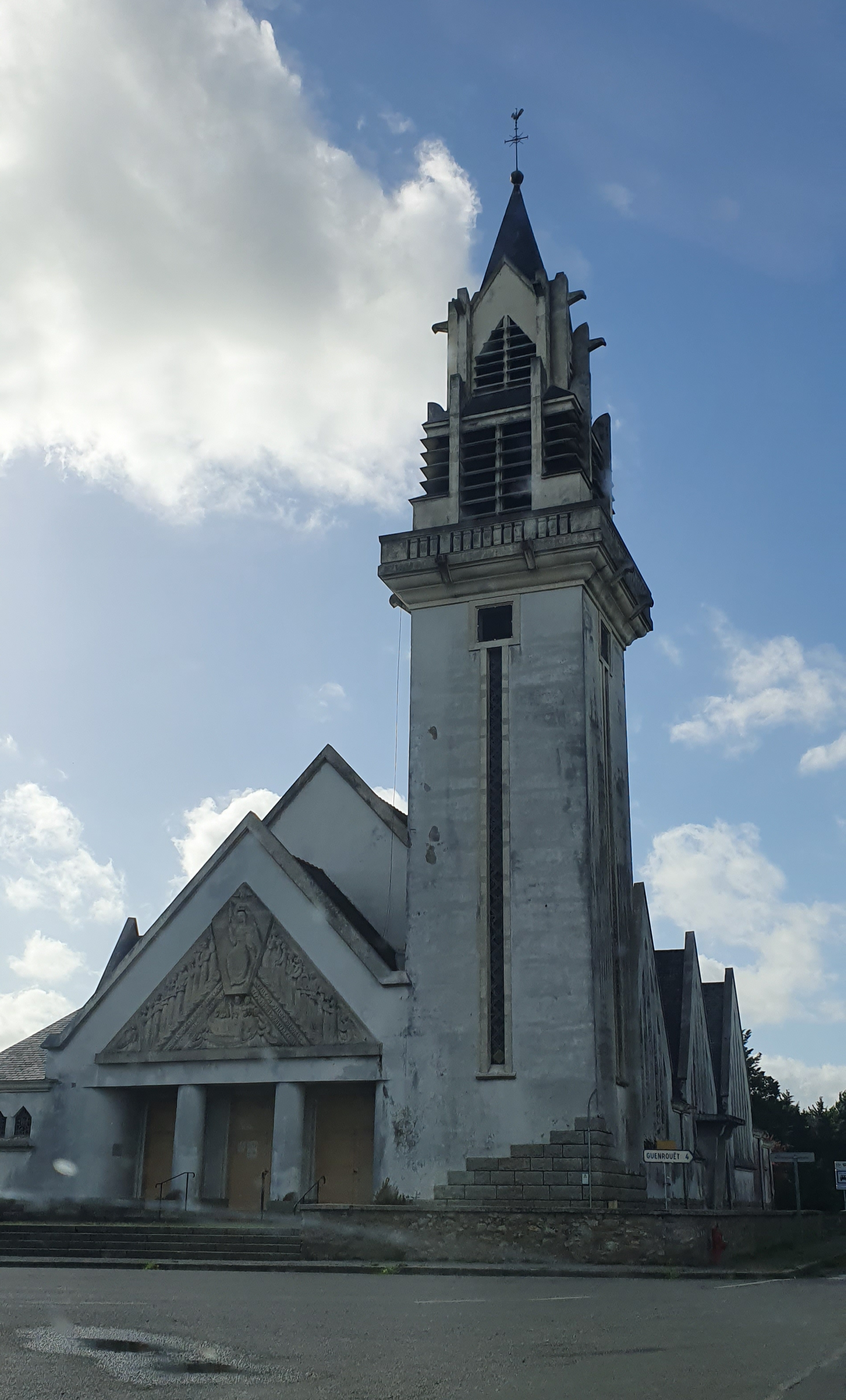
Kirche Notre-Dame-de-Grâces
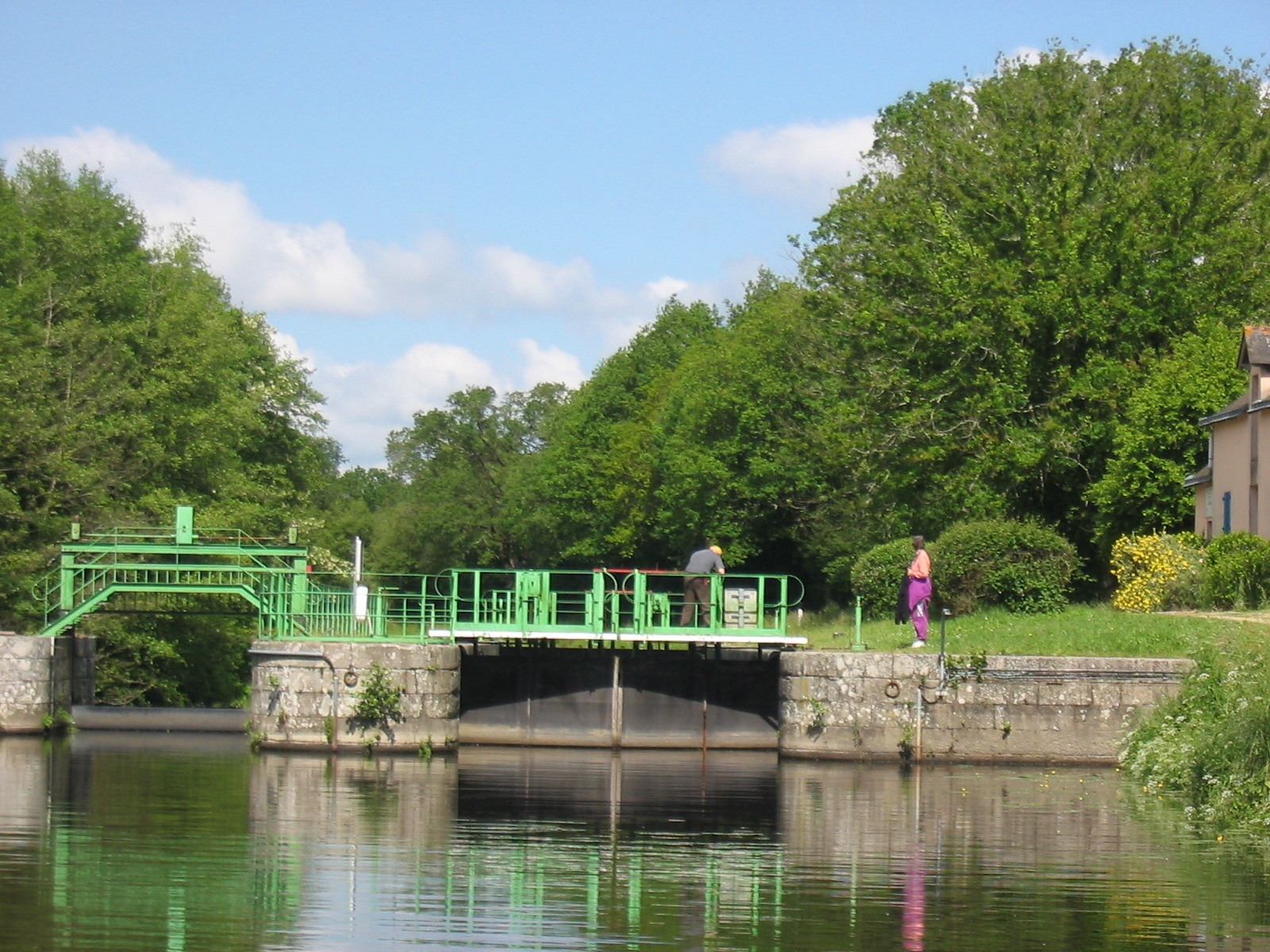
Schleuse am Fluss Isac

## Wirtschaft
Im Ort befindet sich eine bedeutende Produktionsstätte für Cidre der Firma Kerisac.